# Гогуадзе, Кето Алексеевна
Кето Алексеевна Гогуадзе (род. 1925 год, село Кончкати, Гурийский уезд, ССР Грузия) — колхозница колхоза имени Чарквиани Кончкатского сельсовета Махарадзевского района, Грузинская ССР. Герой Социалистического Труда (1949).

## Биография
Родилась в 1925 году в крестьянской семье в селе Кончкати Гурийского уезда. Окончила местную школу. Трудовую деятельность начала в годы Великой Отечественной войны на чайной плантации в колхозе имени Чарквиани Махарадзевского района, председателем которого был Владимир Етифанович Костава. 
В 1948 году собрала 6106 килограммов сортового зелёного чайного листа на участке площадью 0,5 гектара. Указом Президиума Верховного Совета СССР от 29 августа 1949 года удостоена звания Героя Социалистического Труда за «получение высоких урожаев сортового зелёного чайного листа и цитрусовых плодов в 1948 году» с вручением ордена Ленина и золотой медали «Серп и Молот» (№ 4543).
Этим же Указом званием Героя Социалистического Труда были также награждены труженики колхоза имени Чаркиани бригадир Григорий Моисеевич Мокия и колхозница Надя Александровна Гогатадзе.
За выдающиеся трудовые достижения по итогам 1950 года была награждена вторым Орденом Ленина.
После выхода на пенсию проживала в родном селе Кончкати Махарадзевского района (сегодня — Озургетский муниципалитет).
Награды
- Герой Социалистического Труда
- Орден Ленина — дважды (1949; 05,07.1951)